# Bessey-en-Chaume
Bessey-en-Chaume è un comune francese di 111 abitanti situato nel dipartimento della Côte-d'Or nella regione della Borgogna-Franca Contea.

## Società

### Evoluzione demografica
Abitanti censiti